# Højgaard & Schultz
Højgaard & Schultz var et dansk entreprenørfirma og bygge- og anlægsvirksomhed, der blev grundlagt 1918 af Sven Schultz og Knud Højgaard. Det indgår i dag i MT Højgaard efter fusionen med Monberg & Thorsen i 2001.

## Historie
Efter en række mindre opgaver i Danmark fik Højgaard & Schultz en af Europas største entreprenøropgaver: Byggeriet af havnen i Gdynia, Polen. Arbejdet stod på i næsten 10 år – fra 1925 til 1935 og førte til mange nye opgaver såvel internationalt som nationalt.
Under 2. verdenskrig var  virksomheden involveret i flere forskellige byggeopgaver i Tyskland og det besatte Polen, hvor arbejdskraften var koncentrationslejrfanger og andre tvangsarbejdere  . Højgaard & Schultz oprettede i 2002 en fond med tre millioner kr til erstatninger til de overlevende tvangsarbejdere . 
I 1952 blev Danish Arctic Contractors, der i dag kendes som Greenland Contractors, oprettet som et interessentskab af 7 entreprenørselskaber, Monberg & Thorsen og Højgaard & Schultz udgjorde de to. Arbejdet var især koncentreret omkring Thulebasen på Grønland.
Højgaard & Schultz var også entreprenør på de nordlige højhuse på Bellahøj, der stod klar til indflytning samme år. Bellahøj var blandt de første elementbyggerier i Danmark.
I årene 1980-84 byggede Monberg & Thorsen og Højgaard & Schultz i samarbejde Farøbroerne, der består af en lavbro plus en højbro med en samlet længde på 3.322 meter. Højgaard & Schultz stod for underbygningen, herunder de markante pyloner. Monberg & Thorsen stod for overbygningen.
1989-1998 og 1995-2000 samarbejdede de to virksomheder igen om henholdsvis Storebæltsbroen og Øresundsbroen. I 2000 blev Middelgrundens Vindmøllepark etableret.
Det hører med til historien, at blandt byggesjak, blev Højgård og Schultz omtalt som: "Hunger og Sult".[kilde mangler]